# Région du Cavally
Cavally est une région de la Côte d'Ivoire située dans le district des Montagnes. Elle porte le nom du fleuve Cavally.

## Géographie
La région du Cavally est localisée à l'ouest de la Côte d'Ivoire. Elle est limitée au nord, par la région de Tonkpi, à l'est par les régions du Guémon et de la Nawa, au sud par la région de San-Pédro, et à l'ouest par le Libéria. 
En 2021, sa population est de 708 241 habitants.

## Politique
Dagobert Banzio, candidat commun du Parti démocratique de Côte d'Ivoire – Rassemblement démocratique africain (PDCI-RDA) et de l'Union pour la démocratie et la paix en Côte d'Ivoire (UDPCI), est élu président du conseil régional lors de l'élection régionale d'avril 2013 avec 50,91 % des voix devant Anne Désirée Ouloto, candidate du Rassemblement des républicains (RDR, 49,09 % des voix). Anne Désirée Ouloto, candidate du Rassemblement des houphouëtistes pour la démocratie et la paix (RHDP), est élue présidente du conseil régional lors de l'élection régionale d'octobre 2018 avec 46,18 % des voix, devant Marius Melaine Degbahoua Sarr Bohé (PDCI-RDA, 31,42 %) et Désiré Gnonkonté Gnessoa (indépendant, 21,29 %). Lors de l'élection de septembre 2023, Ouloto est réélue avec 57,5 % des voix devant Hubert Oulaye, candidat commun du PDCI-RDA et du PPA-CI (42,5 %),.